# Profiel natuur en gezondheid
Natuur en Gezondheid is een van de 'profielen' (vakkenpakketten) in de tweede fase van het voortgezet onderwijs (havo en vwo) in Nederland, sinds de invoering van het tweede-fase-systeem in 1999. Het profiel wordt beschouwd als "relatief exact". De andere profielen zijn Cultuur & Maatschappij, Economie & Maatschappij en Natuur & Techniek.

## Vakken
| Gemeenschappelijk deel                 | Gemeenschappelijk deel | Gemeenschappelijk deel | Gemeenschappelijk deel | Gemeenschappelijk deel | Gemeenschappelijk deel | Gemeenschappelijk deel |
| Vak                                    | SLU                    | SLU                    | afkorting              | examinering            | examinering            | opmerkingen |
| Vak                                    | havo                   | vwo                    | afkorting              | SE                     | CE                     | opmerkingen |
| -------------------------------------- | ---------------------- | ---------------------- | ---------------------- | ---------------------- | ---------------------- | --- |
| Nederlandse taal en literatuur         | 400                    | 480                    | netl                   | Ja                     | Ja                     | |
| Engelse taal en literatuur             | 360                    | 400                    | entl                   | Ja                     | Ja                     | |
| moderne vreemde taal                   |                        | 480                    |                        | Ja                     | Ja                     | alleen op het atheneum. |
| Latijnse of Griekse taal en literatuur |                        | 600                    | latl/grtl              | Ja                     | Ja                     | alleen op het gymnasium |
| maatschappijleer                       | 120                    | 120                    | maat                   | Ja                     | Nee                    | |
| lichamelijke opvoeding                 | 120                    | 160                    | lo                     | Ja                     | Nee                    | |
| culturele en kunstzinnige vorming      | 120                    | 160                    | ckv                    | Ja                     | Nee                    | |
| klassieke culturele vorming            |                        | 160                    | kcv                    | Ja                     | Nee                    | alleen op het vwo en in plaats van ckv. Op het gymnasium verplicht. Op het atheneum ter keuze van de leerling, voor zover de school die keuze aanbiedt. |
| algemene natuurwetenschappen           |                        | 120                    | anw                    | Ja                     | Nee                    | alleen op het vwo, sinds 2015 niet meer verplicht |
| profielwerkstuk                        | 80                     | 80                     | (pws)                  | nvt                    | nvt                    | |
| Profielvakken                          |                        |                        |                        |                        |                        | |
| wiskunde B of A                        | 360/320                | 600/520                | wisB/wisA              | Ja                     | Ja                     | |
| biologie                               | 400                    | 480                    | biol                   | Ja                     | Ja                     | |
| scheikunde                             | 320                    | 440                    | schk                   | Ja                     | Ja                     | |
| één vak uit deze profielkeuzevakken    |                        |                        |                        |                        |                        | |
| Natuur, Leven en Technologie           | 320                    | 440                    | nlt                    | Ja                     | Nee                    | |
| aardrijkskunde                         | 320                    | 440                    | ak                     | Ja                     | Ja                     | |
| natuurkunde                            | 400                    | 480                    | nat                    | Ja                     | Ja                     | |
| vrij deel                              |                        |                        |                        |                        |                        | |
| keuze-examenvak                        | 320                    | 440                    |                        | Ja                     | Nee                    | [ 2 ] |
| geheel vrij deel                       | 320                    | 480                    |                        | Ja                     | Ja                     | Scholen kunnen hun eigen invulling geven, zie hieronder.                                                                                                |
| godsdienst                             |                        |                        | gds                    | Ja                     | Nee                    | |
| loopbaanoriëntatie en begeleiding      |                        |                        |                        | nvt                    | nvt                    | |
| excursie                               |                        |                        | (exc)                  | nvt                    | nvt                    | |
| leerlingenactiviteiten                 |                        |                        |                        | nvt                    | nvt                    | |
| extra examenvak                        |                        |                        |                        | Ja                     | Ja                     | [ 2 ] |

Natuur en Gezondheid · Natuur en Techniek · Cultuur en Maatschappij · Economie en Maatschappij

Combinatieprofielen: Natuur, Techniek & Gezondheid · Economie, Cultuur & Maatschappij